# Jeanne van Heeswijk
Henriette Adriana Maria (Jeanne) van Heeswijk (Schijndel, 14 februari 1965) is een Nederlands beeldend kunstenaar. Ze werkt als conceptueel kunstenaar voornamelijk aan projecten in de openbare ruimte, die worden "gekenmerkt door een sterke sociale betrokkenheid."

## Levensloop
Van Heeswijk genoot haar opleiding aan de Academie voor Beeldende Vorming in Tilburg van 1983 tot 1988 en aan Jan van Eyck Academie in Maastricht van 1988 tot 1990. 
Na haar studie vestigde Van Heeswijk zich als beeldend kunstenaar in Rotterdam. In het jaar 1998-1999 was ze artist in residence in het P.S.1 Contemporary Art Center in New York. In het nieuwe millennium werkte ze enige jaren samen met de Delftse architect Dennis Kaspori (1972), en creëerden onder andere publieke projecten in de Indische Buurt en op IJburg in Amsterdam. Ze is ook jaren actief in Rotterdamse achterstandswijken. Zo organiseerde ze in de verpauperde wijk Crooswijk een 'festival en kunstproject in de vorm van een historische avonturenroman.'
Van Heeswijk exposeerde op meerdere biënnales en werd bekend met de projecten  It Runs in the Neighbourhood en You and the City uit 2008. 
In 2002 ontving Van Heeswijk de Hendrik Chabot Prijs, en in 2011 kreeg ze de derde editie van de Leonore Annenberg Prize for Art and Social Change uitgereikt op de Creative Time Summit. Met haar project Freehouse werd ze in 2019 genomineerd voor de Rotterdam Designprijs.

## Werk

### Exposities, een selectie
- 2008. At random, museum De Paviljoens, Almere.[2]

### Publicaties, een selectie
- Jeanne van Heeswijk, Carlos Basualdo, Wexner Center for the Arts, Face your world, 2002.
- Erik Luermans, Jeanne van Heeswijk. Een huis voor de gemeenschap, Oud Beijerland 1995-2003: Jeanne van Heeswijk. 2003.
- Jeanne van Heeswijk, Carlos Basualdo. Systems. 2007.
- Dick van den Heuvel, Annet van Otterloo, Merel Willemsen, Het Dwaallicht van Nieuw Crooswijk / druk 1: project van Jeanne van Heeswijk. 2007.